# 埃申
埃申（法語：Eschen，德語發音：[ˈɛʃn̩] ⓘ；阿勒曼尼语列支敦士登方言：Escha）是列支敦士登北部的一个市镇，总面积10.3平方千米，2019年6月30日总人口为4,459人，是列支敦士登的第四大城镇。